# Altes Joanneum
 (septembre 2024).
Le Vieux Joanneum, l'ancien Sankt-Lambrechter-Stiftshof et Lesliehof, est situé dans la ville autrichienne de Graz, dans le quartier Innere Stadt. Le bâtiment est classé monument historique. Il abrite le Musée d'histoire naturelle, département  minéralogique, zoologique et botanique de l'Universalmuseum Joanneum.

## Histoire
L'ancien « Lesliehof », l'actuel vieux Joanneum, a été construit entre 1665 et 1674 par le maître d'œuvre Domenico Sciassia comme cour du monastère de Sankt-Lambrecht – le monastère bénédictin de Haute-Styrie de Saint-Lambrecht. Entre 1684 et 1802, le bâtiment appartenait aux comtes de Leslie, d'où le nom de Lesliehof.
Depuis 1811, le musée national de Joanneum, fondé par l'archiduc Johann, est installé dans les locaux - aujourd'hui  musée universel de Joanneum. Il contient les départements de géologie, minéralogie, zoologie et botanique.

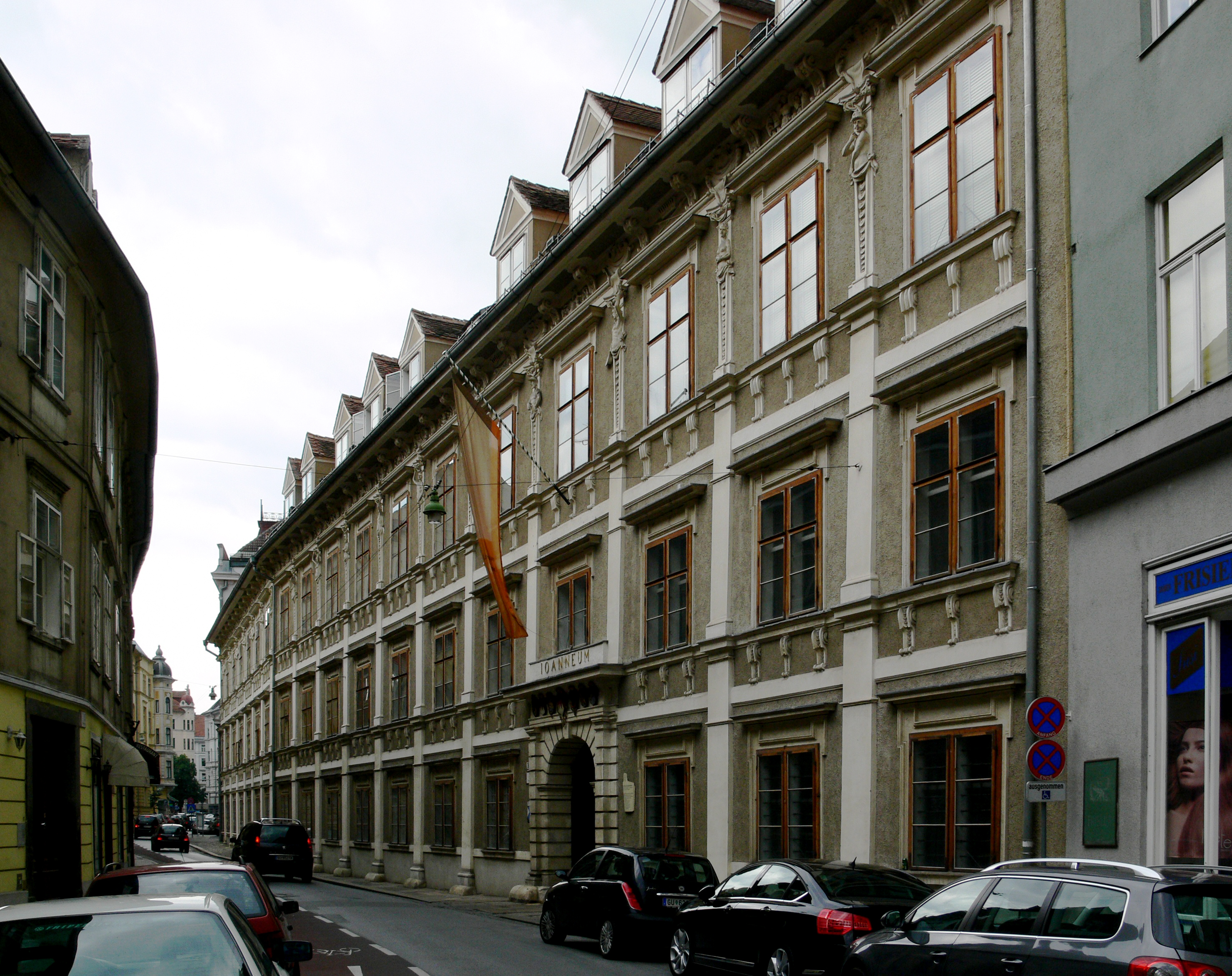
Façade extérieure sur la Raubergasse
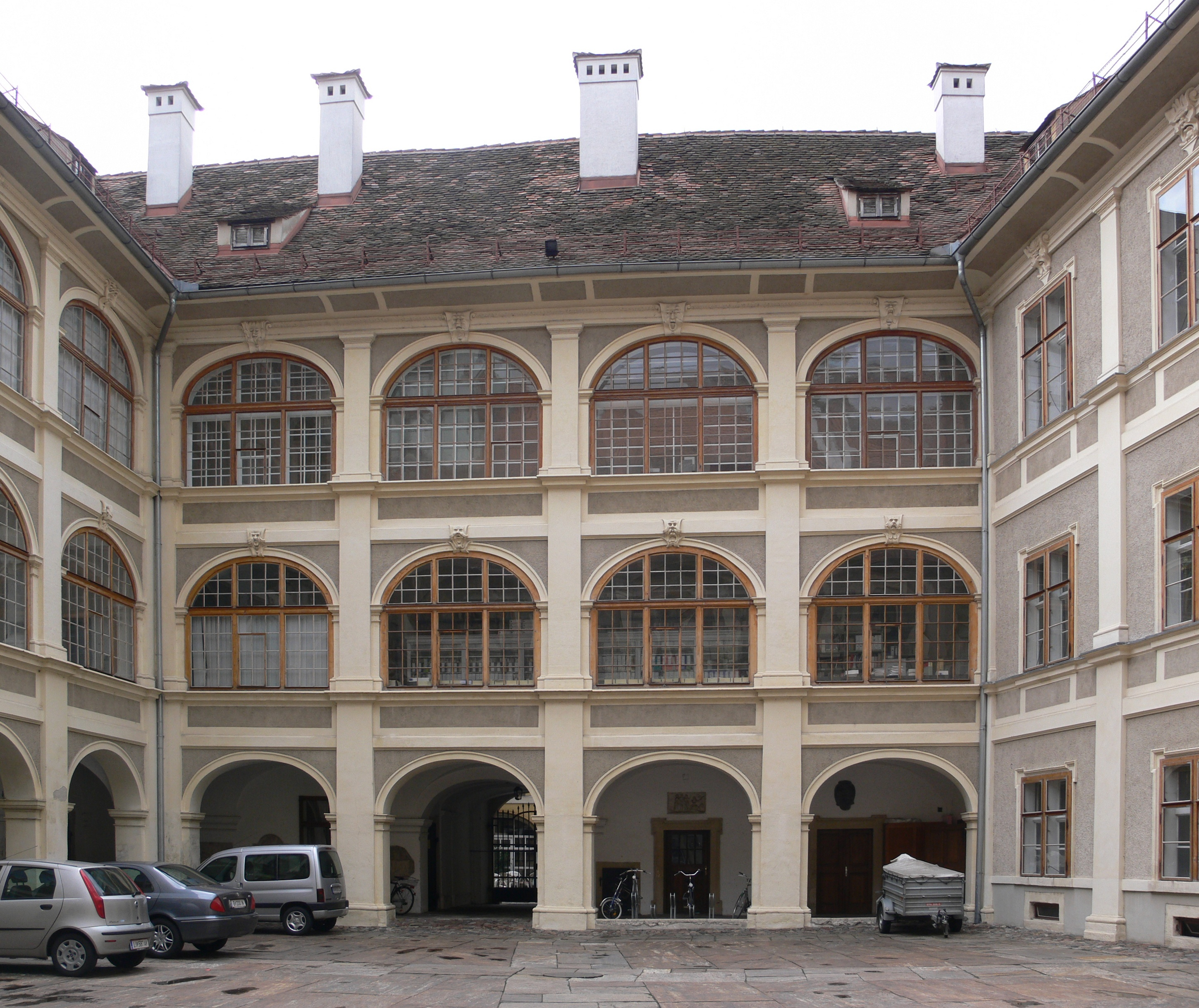
Cour

## Littérature
- Horst Schweigert : DEHIO Graz. Schroll, Wien 1979,  (ISBN 3-7031-0475-9), S. 90 f.